# Investitionsgütermarketing
Beim Investitionsgütermarketing (auch Industriegütermarketing) handelt es sich um das Marketing von Produktionsfaktoren (Potenzial- und Repetierfaktoren), deren Absatz nicht an Konsumenten, sondern an privatwirtschaftliche oder öffentliche Organisationen erfolgt. Häufig wird heutzutage auch von B2B-Marketing gesprochen. Zielgruppe sind die Marktteilnehmer auf dem Investitionsgütermarkt, wo Investitionsgüter gehandelt werden.

## Besonderheiten
- Der Bedarf von Organisationen ist derivativ, das heißt, er leitet sich aus der Nachfrage der Kunden der Organisation ab. Der Hersteller von Investitionsgütern sollte daher nicht nur den direkten Kunden beachten, sondern auch die Kunden nachgelagerter Stufen.
- Die Multipersonalität der Organisationen (Buying Center) ist zu berücksichtigen. Das Kaufverhalten von Organisationen unterscheidet sich wesentlich vom Kaufverhalten der Konsumenten.
- Gegenüber anderen Gütern sind Investitionsgüter eher langlebige Produkte. Dadurch ergeben sich längerfristige Geschäftsbeziehungen, die vertragliche oder faktische Kundenbindung ist äußerst hoch (Ersatzteilversorgung, Wartungsverträge).
- Häufig dienen Verfahrensvorschriften einem objektiven und fairen Beschaffungsverhalten, wie sie in der Verdingungsordnung für die Vergabe öffentlicher Aufträge (VOL) manifestiert sind.
- Beratende Ingenieure werden durch die Käufer in allen Phasen des Beschaffungsprozesses eingeschaltet, um z. B. die Anfrageunterlagen zu erstellen, die Angebote der Anbieter zu bewerten und die Auftragsdurchführung zu überwachen.
- Hinzu treten aufgrund der globalen Verflechtung Multiorganisationalität und Internationalität des Buying Centers, mit der Folge, dass auch die Herkunft der Kaufentscheidenden keinen schlüssigen Ansatzpunkt für eine zielgerichtet differenzierte Marktbearbeitung liefern kann.
- Die zu beschaffenden Leistungen sind häufig stark erklärungsbedürftig (beispielsweise eine Chip-Fabrik) und sehr individuell bzw. kundenspezifisch.
- Überdies sind mit Investitionsgüterentscheidungen hohe Folgekosten wie Schulungen, Wartungen, Energieverbrauch verbunden, so dass jede Beschaffungsentscheidung durch eine hohe Mittelbindung für das beschaffende Unternehmen verbunden ist. Hierbei werden oft die Total Cost of Ownership ermittelt, um die langfristigen Kostenauswirkungen der Investitionsentscheidung zu erkennen.
- Letztlich sind die Marktteilnehmer als Kriterium des Investitionsgütermarketing zu nennen: Diese sind, im Gegensatz zum Konsumgütermarketing, weder auf Nachfrage- noch auf Angebotsseite anonym.
- Auch ist die Beteiligung der öffentlichen Hand zu nennen, welche bei Investitionsgütern häufig die Rahmenbedingungen der Beschaffungsentscheidung vorgibt, etwa durch Subventionen oder Infrastrukturmaßnahmen (z. B. Bau eines Autobahnzubringers zur geplanten Fabrik) oder durch Auflagen und Gesetze.
- Häufig sind schon kleinere Hersteller von Investitionsgütern gezwungen, ihre Güter global zu vermarkten, da sich im näheren Umfeld nur wenige Kunden befinden. Dies führt zu relativ hohen Vertriebskosten.

## Grundtypen der Investitionsgütermärkte
1. Das Produktgeschäft umfasst die relativ standardisierte Herstellung und Vermarktung von Investitionsgütern, die vom Abnehmer isoliert eingesetzt werden.
2. Das Anlagengeschäft (oder Projektgeschäft) bezieht sich auf umfassende Angebote, bestehend aus einem Hardware- oder Softwarebündel, deren Elemente beim Abnehmer zu funktionstüchtigen Systemen zusammengefügt werden.
3. Das Systemgeschäft ist geprägt durch die Zusammenfassung von Funktionseinheiten zu komplexen Systemen mit Hilfe des Engineering und Projektmanagements. Eingeschlossen sind dabei immer auch Dienstleistungs- bzw. Softwareelemente. Ausgeprägte Pre- und After-Sales-Services sind dabei notwendig.
4. Das Zuliefergeschäft ist durch eine längerfristige Geschäftsbeziehung gekennzeichnet. Der Anbieter erstellt Leistungen, die vom Kunden sukzessiv in Anspruch genommen werden. (z. B. Automobilindustrie)

## Konsequenzen für den Marketing-Mix

### Produktpolitik
Im Bereich der Produktpolitik ist die Integration des Kunden in das Innovationsmanagement wichtig. Aufgrund der nicht vorhandenen Testmärkte können neue Produkte nur von Pilotkunden getestet werden.

### Preispolitik
Häufig erfolgt bei der Beschaffung von Industriegütern eine mehr oder weniger formalisierte Ausschreibung an die in Frage kommenden Lieferanten (Competitive Bidding). Eine Strategie über Preisdifferenzierung oder Preisänderung ist daher schwer möglich.

### Kommunikationspolitik
Die Kommunikationspolitik verlangt eine intensive Befriedigung des Informationsbedarfs der einzelnen Mitglieder im Buying Center. Direktmarketing, Messen und Ausstellungen sind wichtiger als Mediawerbung. Auch das Ingredient Branding (Markenname von Komponenten) nimmt immer weiter an Bedeutung zu.
Dem Customer-Relationship-Management (CRM) kommt eine hohe Bedeutung zu, z. B. um Kunden durch Newsletter gezielt zu informieren, zu Messen einzuladen und allgemein um die Kundenbindung zu erhöhen.
Bei der Kommunikation mit den Interessenten und Kunden sind auch die unterschiedlichen Beschaffungssituationen (Buyclass Framework) zu berücksichtigen.
| Beschaffungssituation    | Neuartigkeit des Problems | Informationsbedarf | Alternativensuche    |
| Neue Aufgabe             | hoch                      | sehr hoch          | bedeutsam            |
| Modifizierter Wiederkauf | mittel                    | mittel             | in begrenztem Umfang |
| Routineeinkauf           | niedrig                   | sehr niedrig       | unterbleibt          |

### Distributionspolitik
Innerhalb der Distributionspolitik liegt der Fokus bei hochwertigen Investitionsgütern auf dem Direktvertrieb, der Versorgungssicherheit sowie dem persönlichen Verkauf.
Viele hochspezialisierte Lieferanten von Investitionsgütern sind weltweit tätig, da es in jedem Land nur wenige potenzielle Abnehmer gibt. Insofern sind kulturelle Unterschiede und landesspezifische Vorschriften z. B. im Bereich der Arbeitssicherheit zu beachten. Im weltweiten Vertrieb wird häufig mit regionalen Vertriebsgesellschaften für die Kernmärkte im Ausland sowie mit selbstständigen Handelsvertretern für weniger wichtige Märkte gearbeitet.

## Entwicklungstendenzen
Da sich die Produkte der einzelnen Hersteller in vielen Märkten nur geringfügig voneinander unterscheiden, werden die begleitenden Dienstleistungen zur Differenzierung vom Wettbewerb zunehmend wichtiger:
- Beratung vor dem Kauf
- Erstellung von Wirtschaftlichkeitsberechnungen
- Planungsleistungen zur Integration des Produktes in den Produktionsprozess des Kunden
- Schulung und Produktionsoptimierung
- Wartungsverträge
- Ersatzteilversorgung
- Teleservice